# U-628
Unterseeboot 628 foi um submarino alemão do Tipo VIIC, pertencente a Kriegsmarine que atuou durante a Segunda Guerra Mundial.

## Comandantes
| Comandante                 | Data                                     |
| -------------------------- | ---------------------------------------- |
| Kptlt. Heinrich Hasenschar | 25 de junho de 1942 - 3 de julho de 1943 |

## Subordinação
Durante o seu tempo de serviço, esteve subordinado às seguintes flotilhas:
| Período                                      | Flotilha                                  |
| -------------------------------------------- | ----------------------------------------- |
| 25 de junho de 1942 - 30 de novembro de 1942 | 5. Unterseebootsflottille (treinamento)   |
| 1 de dezembro de 1942 - 3 de julho de 1943   | 1. Unterseebootsflottille (serviço ativo) |

## Operações conjuntas de ataque
O U-628 participou das seguinte operações de ataque combinado durante a sua carreira:
- Rudeltaktik Ungestüm (11 de dezembro de 1942 - 30 de dezembro de 1942)
- Rudeltaktik Hartherz (3 de fevereiro de 1943 - 7 de fevereiro de 1943)
- Rudeltaktik Ritter (11 de fevereiro de 1943 - 26 de fevereiro de 1943)
- Rudeltaktik sem nome (15 de abril de 1943 - 18 de abril de 1943)
- Rudeltaktik Specht (19 de abril de 1943 - 4 de maio de 1943)
- Rudeltaktik Fink (4 de maio de 1943 - 6 de maio de 1943)